# Minja Koskela
Minja Koskela (Heinävesi, 1987) es una música, escritora, política, parlamentaria finlandesa y, desde 2024, presidenta de la Alianza de la Izquierda. Representa al distrito electoral de Helsinki desde abril de 2023 como miembro del mismo partido.

## Vida personal
Koskela nació en 1987. Su padre fue policía y su madre higienista dental, tiene tres hermanas menores. A los tres años ingresó a la escuela de teatro del conservatorio Päijät-Häme en Lahti. En el segundo año de secundaria se mudó a Helsinki para estudiar en el Instituto Sibelius. Después de la secundaria fundó el colectivo Mitäs työt. Koskela estudió música en la Academia Sibelius y estudios de género en la Universidad de Tampere.  Tiene una maestría en ciencias sociales y un doctorado en música.
Koskela fue profesora de música durante cinco años antes de tomar una licencia para escribir su tesis, ¿Democracia a través del pop? Pensar con interseccionalidad en la educación musical popular en las escuelas finlandesas (2022). Koskela comenzó a escribir su blog feminista social Bluestocking en 2015 y es autora de Ennen kaikkea feministi (2019) y Äidiksi tuleminen (2021).
Koskela se casó con el director de cine Oskari Sipola en diciembre de 2019. En 2020 dio a luz a una hija, Else, después de haber sufrido previamente un aborto espontáneo. La familia vive en el suburbio Herttoniemi de Helsinki. Ella es miembro de la banda musical Team Play.  Koskela y Sipola solicitaron conjuntamente el divorcio en julio de 2024.

## Carrera política
Varios partidos propusieron a Koskela que se presentara a las elecciones parlamentarias, pero declinó la oferta para poder terminar su libro. Fue secretaria del Partido Feminista en la municipalidad de Helsinki.  Fue experta política de la Alianza de Izquierda antes de convertirse en directora ejecutiva de la Asociación de Escuelas de Educación Musical de Finlandia en 2021. Fue elegida para el Ayuntamiento de Helsinki en las elecciones municipales finlandesas de 2021.

## Historia electoral

### Elecciones municipales
| Año  | Municipio | Votos | Resultado |
| ---- | --------- | ----- | --------- |
| 2021 | Helsinki  | 5.612 | Elegida   |

### Elecciones parlamentarias
| Año  | Distrito electoral | Votos  | Resultado |
| ---- | ------------------ | ------ | --------- |
| 2023 | Helsinki           | 10.112 | Elegida   |